# Sărăturile de la Foeni - Grăniceri
Sărăturile de la Foeni - Grăniceri este un sit de importanță comunitară (SCI) desemnat în scopul protejării biodiversității și menținerii într-o stare de conservare favorabilă a florei spontane și faunei sălbatice, precum și a habitatelor naturale de interes comunitar aflate în arealul zonei protejate. Acesta este situat în vestul României, în Banat, pe teritoriul județului Timiș.

## Localizare
Aria naturală se află în extremitatea sud-vestică a județului Timiș (aproape de limita de graniță cu Serbia), pe teritoriile administrative ale comunelor Foeni și Giera, în apropierea drumului național DN59B, care leagă satul Cărpiniș și orașul Deta.

## Înființare
Zona a fost declarată sit de importanță comunitară prin Ordinul nr. 2.387 din 29 septembrie 2011 (pentru modificarea Ordinului ministrului mediului și dezvoltării durabile nr. 1.964/2007 privind instituirea regimului de arie naturală protejată a siturilor de importanță comunitară, ca parte integrantă a rețelei ecologice europene Natura 2000 în România) Acesta se întinde pe o suprafață de 195,4 hectare, integral pe uscat.

## Biodiversitate

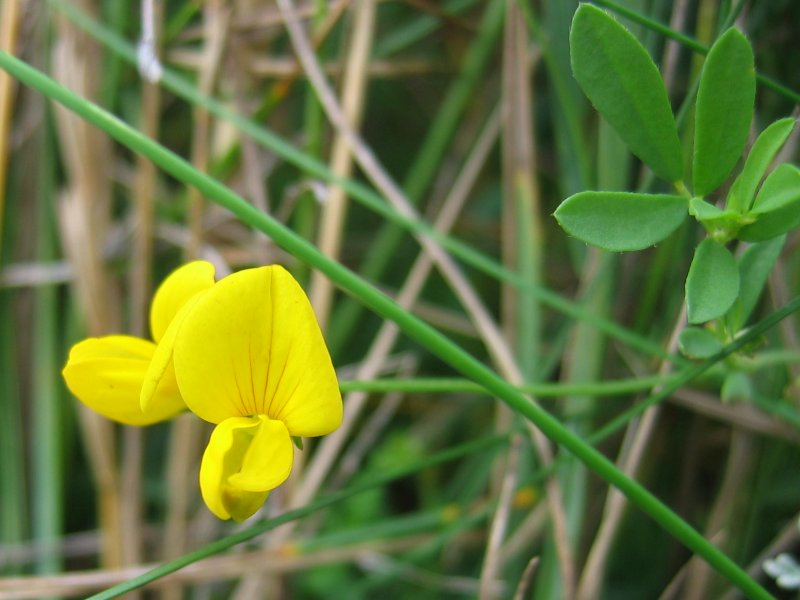
Ghizdei de sărătură (Lotus tenuis)

Situl reprezintă o arie naturală (pajiști halofile panonice, pajiști uscate, pajiști ameliorate, stepe, sărături, smârcuri, turbării, mlaștini, terenuri arabile cultivate) încadrată în bioregiunea panonică a bazinului hidrografic Timiș-Bârzava. Acesta este alcătuit din două corpuri și se învecinează cu situl de importanță comunitară Lunca Timișului. Aria protejartă dispune de un habitat natural de tip Pajiști și mlaștini sărăturate panonice și ponto-sarmatice.
Situl adăpostește o gamă diversă de specii vegetale caracteristice zonei; dintre care unele rare și protejate la nivel european prin Directiva CE 92/43/CE (anexa I-a) din 21 mai 1992 (privind conservarea habitatelor naturale și a speciilor de faună și floră sălbatică).
Specii floristice semnalate în arealul sitului: pelin (Artemisia santonicum ssp. patens), albăstriță (Centaurea rocheliana), romaniță (Chamomilla recutita), coroniște (Coronilla varia), alior (Euphorbia cyparissias), drăgaică (Galium verum), ipcarigele (Gypsophila muralis), sică (Limonium gmelinii), ghizdei (Lotus angustissimus), ghizdei de sărătură (Lotus tenuis), jaleș (Salvia nemorosa), sorg (Sorghum halepense), scaete (Dipsacus laciniatus), scaiul dracului (Eryngium campestre), ghimpe (Xanthium spinosum), pir (Elymus repens), pir gros (Cynodon dactylon), păiuș (Festuca pseudovina), iarbă de sărătură (Puccinellia distans ssp. limosa). 

## Căi de acces
- Drumul național DN59B pe ruta: Deta - Banloc - Livezile - Giera - Toager - Grăniceri.

## Obiective turistice aflate în vecinătate
- Biserica „Sf. Arhangheli Mihail și Gavril” din Partoș construită între anii 1750 - 1753, monument istoric.
- Ansamblul Castelului Banloc (castelul și parcul dendrologic), construcție 1793, monument istoric.
- Conacul familiei Mocioni, azi Căminul cultural din Foeni, construcție 1750, monument istoric.
- Depozitul de cereale din satul Giera, construcție secolul al XIX-lea, monument istoric.